# أكسيد السترونتيوم
 أكسيد السترونتيوم مركب كيميائي له الصيغة SrO، ويكون على شكل مسحوق بلوري أبيض. يسمى المركب أيضاً باسم سترونشيا.

## الخواص
- يعد أكسيد السترونتيوم من الأكاسيد القلوية.
- يتفاعل أكسيد السترونتيوم مع الماء بتفاعل حلمهة وبشكل ناشر للحرارة ليعطي هيدروكسيد السترونتيوم:

SrO + H2O → Sr(OH)2
- يمكن اختزال أكسيد السترونتيوم بواسطة قطع من فلز الألومنيوم إلى السترونتيوم الفلزي في وسط خالي من الأكسجين:[3]

3SrO + 2Al → Al2O3 + 3Sr

## التحضير
يحضر أكسيد السترونتيوم من التفاعل المباشر لعنصري السترونتيوم مع الأكسجين حسب المعادلة:
2Sr + O2 → 2SrO
في حين أن إجراء عملية الحرق في الهواء تعطي مزيجاً من أكسيد ونتريد السترونتيوم.
يمكن إجراء عملية التحضير من التفكك الحراري لمركب كربونات السترونتيوم عند الدرجة 1268 °س.
SrCO3 –Δ→ SrO + CO2 ↑

## الاستخدامات
- استخدم أكسيد السترونتيوم في تركيب زجاج أنبوب الأشعة المهبطية (أنبوب الصورة) في أجهزة التلفاز بنسبة تصل إلى 8% وزناً، وكان ذلك الاستخدام الرئيسي لفلز السترونتيوم منذ عام 1970.[4] استخدم أكسيد السترونتيوم آنذاك من أجل حجب إصدارات الأشعة السينية من أنابيب الأجهزة الملونة وذلك بإدخاله في تركيب زجاج نهاية الأنبوب (الشاشة)، أما العنق وباقي الأجزاء فكانت تطلى بأكسيد الرصاص لأنه يسبب عدم التلون عند استخدامه في الشاشة، مع العلم أن الأجهزة الحديثة لا تحوي على أنابيب مصدرة للأشعة السينية.[5]